# Tara Drysdale
Tara Drysdale je novozelandska hokejašica na travi. 
Svojim igrama je izborila mjesto u novozelandskoj izabranoj vrsti. 

## Sudjelovanja na velikim natjecanjima
- 2002.: Trofej prvakinja u Macau, 5. mjesto
- 2002.: SP u Perthu: 11.
- 2003.: Champions Challenge u Cataniji, 4. mjesto
- 2004.: izlučna natjecanja za OI 2004., održana u Aucklandu, 3. mjesto
- 2004.: OI u Ateni, 6. mjesto
- 2006.: izlučna natjecanja za SP 2006., održana u Rimu, 7. mjesto
- 2008.: OI u Pekingu, 12. mjesto